# Manfred Denninger
Manfred Denninger (* 1939) ist ein deutscher Fernsehpionier.

## Leben und Wirken
Denninger war von 1963 an zunächst Bild-, später Produktionsingenieur beim ZDF. Von 1976 an war er zuständig für die Übernahme und Weiterentwicklung eines Grafiksystems, das es ermöglichte, Daten verschiedenen Ursprungs ohne Zeitverzögerung in animierten Grafiken in deutscher Fernsehnorm ohne jeden technischen Umweg auf den Bildschirm zu bringen. Premiere hatte dieses System bei der Bundestagswahl 1976, wo die Hochrechnungs- und Wahlergebnisse erstmals automatisch präsentiert wurden. Dieses System hat er bis zu seiner Rente Ende 2004 hard- und softwaremäßig entsprechend den technischen Möglichkeiten weiterentwickelt. Er bestritt damit etwa 150 Wahlsendungen vor Ort.
Parallel dazu entwickelte Denninger ab 1979 auf die Anregung von Horst Schättle hin in Zusammenarbeit mit dem Fernmeldetechnischen Zentralamt der damaligen Deutschen Bundespost ein System, bei dem Fernsehzuschauer auf die Aufforderung eines Moderators hin per Telefonanruf in großer Zahl ihre Stimme abgeben konnten, den Tele-Dialog, volkstümlich auch TED genannt. Das System wurde im August 1979 erstmals zur IFA präsentiert und kam erstmals 1981 bei Wetten, dass..? im Sendebetrieb zum Einsatz. Das Grafiksystem konnte auch diese Daten animiert darstellen. Damit hat Manfred Denninger mehr als 1000 Sendungen, teilweise auch vor der Kamera, durchgeführt. Die bekanntesten sind: ZDF-Wunschfilm, Wetten, dass..?, ZDF-Hitparade, Volkstümliche Hitparade, Superhitparaden, Grand-Prix-Veranstaltungen, Lass Dich überraschen, Was nun?, Wie würden Sie entscheiden? und viele andere mehr. Da dieses System viele Jahre lang ein Unikat war, hat er auch für ARD-Anstalten, den ORF und das Schweizer Fernsehen gearbeitet.